# サルソマッジョーレ・テルメ
サルソマッジョーレ・テルメ（伊: Salsomaggiore Terme）は、イタリア共和国エミリア＝ロマーニャ州パルマ県にある、人口約20,000人の基礎自治体（コムーネ）。

## 地理

### 位置・広がり

#### 隣接コムーネ
隣接するコムーネは以下の通り。括弧内のPCはピアチェンツァ県所属を示す。
- アルセーノ (PC)
- フィデンツァ
- メデザーノ
- ペッレグリーノ・パルメンセ
- ヴェルナスカ (PC)

### 気候分類・地震分類
サルソマッジョーレ・テルメにおけるイタリアの気候分類 (it) および度日は、zona E, 2601 GGである。
また、イタリアの地震リスク階級 (it) では、zona 3 (sismicità bassa) に分類される。

## 行政

### 分離集落
サルソマッジョーレ・テルメには、以下の分離集落（フラツィオーネ）がある。
- Banzola, Bargone, Cangelasio, Cangelasio Ceriati, Cangelasio Portico, Campore, Cento Pozzi, Contignaco, Costa, Costamarenga, Fornacchia, Gorzano, I Passeri, Longone-Colombaia, Montauro, Pie' di Via, Ponteghiara, Rossi, Salsominore, San Nicomede, San Rocchino, San Vittore, Scipione Castello, Scipione Passeri, Scipione Ponte, Spumarina, Tabiano Terme, Tabiano Castello, Tosini, Vascelli Marzano.

## 姉妹都市
- Luxeuil-les-Bains、フランス
- Hammam-Lif、チュニジア
- ヤルタ、ウクライナ